# Knipowitschia panizzae

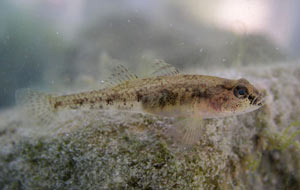
Un esemplare

Il ghiozzetto di laguna o ghiozzetto lagunare (Knipowitschia panizzae Verga, 1841) è un piccolo pesce appartenente alla famiglia Gobiidae tipico delle acque salmastre.

## Distribuzione e habitat
L'areale della specie è ristretto ai tributari del mar Adriatico, dall'Italia settentrionale (per esempio nella Laguna di Marano e nella Laguna Veneta), alle lagune pugliesi, alla Croazia, ad esempio nei fiumi Narenta, Zermagna e Cetina.

Vive di preferenza nelle acque salmastre ricche di vegetazione e di ripari con fondi fangosi di foci, lagune e canali di bonifica, è rarissimo ritrovarlo in acque marine mentre più di frequente si può rinvenire in acque completamente dolci. 

È stato introdotto con acclimatazione sul versante tirrenico italiano, in Toscana (Laguna di Orbetello, lago di Burano ed alcuni canali di bonifica in Provincia di Grosseto), Lazio (canali salmastri della provincia di Latina, laghi vulcanici laziali), Umbria (Lago Trasimeno), Sicilia (laguna di Ganzirri).

## Descrizione
È un tipico rappresentante del genere Knipowitschia, abbastanza anonimo e simile a molte altre specie di questo genere e di altri affini. Il colore generale è brunastro chiaro con un banda più scura indistinta formata da macchie in fila sui fianchi e sottili maculature su fianchi e schiena. Di solito sono presenti macchie chiare a forma di sella sul dorso. L'ambiente in cui vive è simile a quello del ghiozzetto cenerino (Ninnigobius canestrinii) ma si può facilmente riconoscere da questa specie a causa della colorazione che in N.canestrinii è grigio cenere con poche maculature scure. 

È uno dei più piccoli pesci della nostra fauna dato che l'adulto non supera i 5,5 cm.

## Alimentazione
Si nutre di piccoli invertebrati.

## Riproduzione
Costruisce il suo nido sotto una valva di Cerastoderma. Il maschio protegge le uova ossigenandole. Effettua più (fino a 10) deposizioni per ogni stagione riproduttiva. Le larve sono pelagiche.

## Conservazione
La IUCN red list classifica questa specie come a basso rischio di estinzione.

Gli ambienti in cui vive sono tipicamente soggetti a morie di pesci dovuti all'eutrofizzazione e agli inquinamenti. Le popolazioni di questa specie sono abbondanti ed in espansione anche al di fuori dell'areale naturale della specie. La specie riveste una grandissima importanza nelle reti trofiche degli ambienti in cui vive a causa delle popolazioni numerosissime che stabilisce.

## Bibliografia

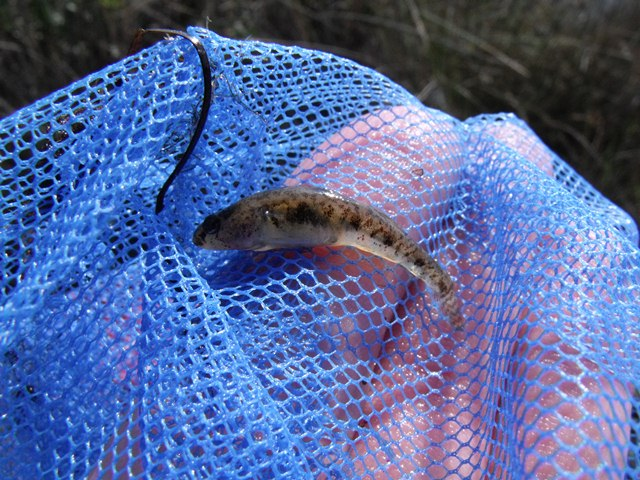